# Biblioteca Central d'Igualada
La Biblioteca Central d'Igualada és una biblioteca pública de la ciutat d'Igualada (Anoia), inaugurada el 14 de maig de 1999, ubicada a l'antiga fàbrica tèxtil de Cal Font. Forma part de la Xarxa de Biblioteques Municipals de la Diputació de Barcelona i és la cap de zona de les biblioteques de l'Anoia, que són actualment: el Bruc, Piera, Santa Margarida de Montbui, Vilanova del Camí, Masquefa, Capellades, el bibliobús Montserrat i el biblio@ccés dels Hostalets de Pierola.
La Biblioteca disposa dels fons de les biblioteques que fins llavors havien contribuït al servei de la lectura de la ciutat: la Biblioteca de la Fundació la Caixa (1927), amb una important col·lecció local i hemeroteca; la Biblioteca de la Cooperativa (1930), amb un fons interessant de tema social, la Sala de Lectura Sant Jordi (1978), especialitzada en llibres infantils i juvenils i una part important del fons tècnic i especialitzat de la Biblioteca Joan Serra i Constansó.
També conserva bona part del fons bibliogràfic del Centre d'Estudis Comarcals d'Igualada des que es va signar un conveni l'any 2001. També formen part del seu fons els importants donatius del filòleg Emili Vallès, l'historiador Joan Mercader, el poeta Josep Romeu i Figueras i el filòleg Antoni Badia i Margarit, entre d'altres. La Biblioteca Central d'Igualada s'ha convertit d'aquesta manera en la dipositària d'una destacada col·lecció de volums sobre cultura catalana dels segles XIX i XX.